# Битлджус
«Битлджус» (англ. Beetlejuice) — готический комедийный фильм ужасов в жанре тёмного фэнтези режиссёра Тима Бёртона. Премия «Оскар» за лучший грим. Картина заняла 428-е место в списке 500 лучших фильмов ужасов по мнению пользователей сайта IMDb. В фильме присутствуют отсылки к «Кентервильскому привидению» Оскара Уайльда, а также к «Дюне». Имя заглавного героя, равно как и само название фильма, является игрой слов: в одном из вариантов английской транскрипции имя звезды Бетельгейзе (англ. Betelgeuse) звучит как «Битлджус», что созвучно англ. Beetlejuice («Жучиный сок»).

## Сюжет
Моделист Адам Мейтленд и его жена Барбара решили провести отпуск, украшая свой идиллический загородный дом в Коннектикуте. Кузина Барбары Джейн Баттерфилд, напористый агент по недвижимости, преследует их с предложениями о продаже их дома, который «слишком большой для семьи без детей». Когда пара едет домой после поездки в город, Барбара резко поворачивает руль, чтобы не сбить собаку, и машина попадает в реку.
После того, как супруги возвращаются домой, Адам решает проследить свой путь, поскольку они не могут вспомнить, как попали домой. После выхода на улицу Адама затягивает в пустынный мир с чудовищными песчаными червями, но Барбара втягивает его обратно. Барбара утверждает, что его не было два часа, несмотря на то, что Адаму кажется, что он отсутствовал меньше минуты. Они замечают, что теперь не отражаются в зеркалах, находят «Справочник для недавно упокоившихся» и понимают, что погибли в аварии.
Джейн немедленно продаёт их дом семье Дитц из Нью-Йорка. Чарльз Дитц — бывший застройщик, его жена Делия — скульптор, а его дочь от первого брака Лидия, подросток-гот, является начинающим фотографом. Под руководством дизайнера интерьера Отто Делия начинает превращать дом в шикарное современное произведение искусства. Обратившись к «Справочнику», Мейтленды отправляются в комнату ожидания загробного мира, населённую другими несчастными душами, где обнаруживают, что загробная жизнь структурирована в соответствии со сложной бюрократией, включающей ваучеры и обычных перегруженных работой юристов. Юрист Джуно сообщает паре, что они должны оставаться в доме 125 лет. Если супруги хотят, чтобы новые обитатели дома покинули его, то они должны напугать Дитцов. Однако, несмотря на способность Барбары и Адама превращаться в монстров, этот метод оказывается для них неплодотворным, поскольку никто не может их видеть или слышать.
Лидия находит справочник и читает его. Хотя Адам и Барбара остаются невидимыми для её отца и мачехи, девочка может видеть призраков и заводит дружбу с ними. Вопреки совету юриста Мейтленды связываются с Битлджусом, бывшим помощником Джуно и теперь внештатным призраком-«биоэкзорцистом». Впрочем, Битлджус быстро оскорбляет пару своим грубым и болезненным поведением, от чего они отказываются нанимать его и вместо этого пытаются устроить хаос во время небольшой вечеринки, на которую Дитцы пригласили агента Делии Бернарда вместе с Отто и друзьями. Тем не менее, живые заинтригованы поворотом событий.
Очарование маленького городка (которое он ощутил вдвойне, увидев собранный Адамом макет на чердаке) и сверхъестественные события вдохновляют Чарльза побудить своего босса Макси Динна превратить город в популярное туристическое место, но Макси хочет доказательства существования призраков. Используя «Справочник для недавно умерших», Отто проводит, как он считает, спиритический сеанс и призывает Адама и Барбару, но они начинают разлагаться, поскольку Отто невольно совершил обряд экзорцизма. В ужасе Лидия неохотно зовёт Битлджуса на помощь, но он соглашается помочь только при условии, что девочка выйдет за него замуж — это позволит ему свободно сеять хаос в мире смертных. Битлджус спасает Мейтлендов (но позже разбрасывает их по двум «мирам», дабы не мешали жениться) и избавляется от Макси, его жены и Отто, а затем готовит свадьбу с участием ужасного священнослужителя. Мейтленды вмешиваются до завершения церемонии: Адам отвлекает «жениха», врезавшись в него на игрушечной машине со своего макета, а Барбара врывается в дом верхом на песчаном черве, который пожирает Битлджуса.
Наконец, Дитцы и Мейтленды соглашаются жить в доме в гармонии. Адам, Барбара и Лидия танцуют в отремонтированной части дома под «Jump in the Line» Гарри Белафонте, празднуя хорошую оценку Лидии на экзамене по математике. Чарльз читает книгу под названием «Живые и мёртвые» (от авторов «Справочника для недавно упокоившихся») — руководство о сосуществовании людей и мертвецов. Тем временем Битлджус застрял в комнате ожидания загробной жизни; он пытается пролезть перед колдуном, который в ответ сжимает его голову. Тем не менее, будучи Битлджусом, он остаётся оптимистом: «Я так лучше выгляжу».

## В ролях
| Актёр            | Роль                      |
| ---------------- | ------------------------- |
| Алек Болдуин     | Адам Мейтленд             |
| Джина Дэвис      | Барбара Мейтленд          |
| Майкл Китон      | Битлджус                  |
| Джеффри Джонс    | Чарльз Дитц               |
| Кэтрин О’Хара    | Делия Дитц                |
| Вайнона Райдер   | Лидия Дитц                |
| Сильвия Сидни    | Джуно                     |
| Роберт Гуле      | Макси Динн                |
| Дик Кэвитт       | Бернард                   |
| Гленн Шэдикс     | Отто                      |
| Мари Читэм       | Сара Динн                 |
| Тони Кокс        | проповедник               |
| Джек Эйнджел     | проповедник (озвучивание) |
| Сьюзен Келлерман | Грейс                     |
| Адель Лутц       | Берил                     |
| Энни Макэнрой    | Джейн Баттерфилд          |
| Патрис Мартинес  | Мисс Аргентина            |

## Производство

### Сценарий
После финансового успеха фильма «Большое приключение Пи-Ви» Бёртон стал «банковским» режиссёром и начал работать над сценарием для «Бэтмена» с Сэмом Хэммом. Хотя Warner Bros. была готова заплатить за разработку сценария, она была менее готова дать зелёный свет «Бэтмену». Бёртон был обескуражен отсутствием воображения и оригинальности в сценариях, которые ему прислали, особенно фильма Hot to Trot.
Майкл Макдауэлл и Ларри Уилсон сформировали партнёрство (Pecos Productions) с адвокатом по индустрии развлечений Майклом Бендером, и «Битлджус» стал их первым оригинальным проектом. После разработки сюжета Макдауэлл и Уилсон решили, что они напишут первый черновик сценария вместе, а Уилсон возьмёт только упоминания в титрах «Автор сюжета» и «Продюсер».
Бёртон познакомился и работал с Макдауэллом и Уилсоном (которые были соавтором сценария для «The Jar», эпизода сериала «Альфред Хичкок представляет», режиссёром которого Бёртон). Бёртон прочитал их первый черновик «Битлджуса», который ему понравился, но у него были и другие проекты, которые не давали ему участвовать в то время.
Оригинальный сценарий гораздо менее комедийный и гораздо более мрачный; автомобильная авария в Мейтленде изображена графически, с раздавленной рукой Барбары, а пара кричит о помощи, когда они медленно тонут. Отсылка на это осталась: Барбара замечает, что её рука чувствует себя замороженной при возвращении домой в виде призрака. Вместо того, чтобы завладеть Дитцами и заставить их танцевать во время ужина, Мейтленды оживляют ковёр с виноградным узором и нападают на них, запутав их в стульях.
Персонаж Битлджус, который в первом проекте представлял себя крылатого демона, который принимает форму невысокого человека, также намерен убить Дитцев, а не напугать их, и хочет секса с Лидией вместо брака. В этой версии сценария Битлджуса нужно только вывести из могилы, чтобы его вызвали, после чего он может сеять хаос; его можно вызвать, но не контролировать, произнося его имя трижды, и он свободно бродит по миру, мучая разных персонажей в разных проявлениях.
В другой версии сценария фильм заканчивается тем, что Мейтленды, Дитцы и Отто проводят ритуал экзорцизма, который разрушает Битлджуса, а Мейтленды превращаются в миниатюрные версии самих себя и перемещаются в модель Адама своего дома, который они восстанавливают, чтобы он выглядел как их дом до того, как Дитцы переехали.
Со-автор и продюсер Ларри Уилсон рассказал о реакции на первый проект известного руководителя Universal, где Уилсон работал в то время:
Я не буду называть здесь имена, но в то время я работал в Universal Studios. Я был директором по развитию директора Уолтера Хилла. У меня были очень хорошие отношения с очень известным руководителем Universal. Я ему понравился, и ему понравилось то, что я делал с Уолтером, и материал, который я приносил.
Я дал ему почитать «Битлджуса», и я дал ему его в пятницу, а в понедельник его помощник позвонил мне и сказал: «Ну, он хочет встретиться с тобой». Моя первоначальная реакция была: «Вау! Он бы это прочитал. Ему, должно быть, понравилось, иначе он бы не захотел увидеть меня так скоро». Но я зашёл в его офис, и он буквально сказал: «Что ты делаешь со своей карьерой?»

«Этот кусок странности, это то, с чем ты собираешься выйти в мир? Вы развиваетесь в очень хорошего руководителя. У вас отличный вкус в материале. Почему вы собираетесь растратить все это ради этой ерунды» — это в основном то, что он говорил. Это показывается, верно? Вскоре мы продали его Geffen Company.
Переписывание сценария от Скаарена изменил тон фильма, устранив графический характер смерти Мейтлендов и ещё больше развивая концепцию, созданную Макдауэллом и Уилсоном, что жизнь после смерти — это сложная бюрократия.. Переписывание сценария от Скаарена также добавило к изображению Макдауэлла и Уилсона неопределённого состояния, которое держит Барбару и Адама внутри их дома; в оригинальном сценарии оно принимает форму массивной пустоты, наполненной гигантскими часами, которые измельчают ткань времени и пространства по мере их движения. Скаарен заставил Барбару и Адама каждый раз, когда они покидают свой дом, сталкиваться с разными лимбами, включая «мир часов» и мир песчаных червей, идентифицированных как спутник Сатурна Титан. Скаарен также представил лейтмотив музыки, сопровождающий призрачные шутки Барбары и Адама, хотя в его сценарии были указаны мелодии R&B вместо Гарри Белафонте, и должен был закончить Лидией, танцующей под песню «When a Man Loves a Woman».
Первый черновик Скаарена сохранил некоторые из более зловещих характеристик Битлджуса Макдауэлла, но снизил характер персонажа, чтобы сделать его хлопотным извращенцем, а не откровенно убийственным. Истинной формой Битлджуса была форма ближневосточного человека, и большая часть его диалога была написана на афроамериканском английском. Эта версия закончилась тем, что Дитцы вернулись в Нью-Йорк и оставили Лидию на опеку Мейтлендов, которые с помощью Лидии превращают внешний вид своего дома в стереотипный дом с привидениями, возвращая интерьер в прежнее состояние. В нём также были удалённые сцены, такие как агент по недвижимости Джейн, пытающаяся убедить Дитцов позволить ей продать дом для них (в первую очередь продав его им — Чарльз и Делия отказываются) и откровение о том, как Битлджус умер много веков назад (он пытался повеситься, будучи пьяным — будучи отвергнутым женщиной — но всё испортил и медленно умер, задохнувшись до смерти, а не сломав себе шею) и в итоге работал на Джуно, прежде чем самостоятельно выбить себя в качестве «внештатного биологического экзорциста».
Оглядываясь назад, Макдауэлл был впечатлён тем, как много людей установили связь между названием фильма и звездой Бетельгейзе.

### Кастинг
Первоначальным выбором Бёртона для Битлджус был Сэмми Дэвис. Продюсеры также рассматривали на эту роль Дадли Мура и Сэма Кинисона, но Geffen предложил Китона. Бёртон не был знаком с работой Китона, но сразу был убеждён. На роль Лидии Дитц прошли прослушивание несколько актрис, в том числе Сара Джессика Паркер, Брук Шилдс, Лори Локлин, Дайан Лейн, Жюстин Бейтман, Молли Рингуолд, Джульетт Льюис и Дженнифер Коннелли. Алисса Милано заняла второе место в этой роли. Бёртон назначил Райдер после того, как увидел её в фильме «Лукас». Анжелика Хьюстон изначально была выбрана на роль Делии Дитц, но покликала проект из-за болезни. О’Хара быстро подписал контракт, а Бёртон утверждал, что потребовалось много времени, чтобы убедить других членов актёрского состава подписать контракты, так как «они не знали, что думать о странном сценарии». Бёртон также чувствовал, что О’Хара и Джонс будут «милой парой». Лидия Дитц была заметно выбрана с внешностью и личностью гот.

### Съёмки
Бюджет фильма составляет 15 миллионов долларов, из которых всего 1 миллион долларов отданы на работу с визуальными эффектами. Учитывая масштаб и объёи эффектов, которые включали покадровой анимации, замену анимации, протезный грим, кукольный сад и синий экран, всегда было намерением Бёртона сделать стиль похожим на стиль фильм категории B, на которых он вырос. Он сказал, что хочет, чтобы эффекты выглядели дёшево и намеренно фальшивыми. Бёртон хотел нанять Антона Фёрста в качестве художника-постановщика после того, как был впечатлён его работой над фильмами «В компании волков» и «Цельнометаллическая оболочка», но Фёрст работал над фильмом «Высшие духи», выбор, о котором он позже пожалел. Он нанял Бо Уэлша, своего будущего сотрудника над фильмами над «Эдвард Руки-ножницы» и «Бэтмен возвращается». Тестовые показы были встречены положительными отзывами и побудили Бёртона снять эпилог, в котором Битлджус по глупости разозлил колдуна. Warner Bros. не понравилось название «Битлджус» и хотели назвать фильм House Ghosts. В шутку Бёртон предложил название Scared Sheetless и был в ужасе, когда студия действительно рассматривала возможность его использования. Местом действия является вымышленная деревня Уинтер-Ривер, Коннектикут, все сцены на открытом воздухе были сняты в Восточном Коринфе, деревне в тауне Коринф, Вермонт. Интерьеры были сняты в The Culver Studios в Калвер-Сити, Калифорния. Съёмки проходили с 11 марта по 11 июня 1987 года.

### Музыка
Саундтрек фильм, впервые выпущенный в 1988 году на LP, CD и кассете, содержит большую часть музыки к фильму, написанной и аранжированной Дэнни Эльфманом. Geffen перевыпустила оригинальный саундтрек 1988 года на виниле в 2015 году, который был переработан и записан на виниле компанией Waxwork Records в 2019 году к 30-летию фильма. Саундтрек содержит две оригинальные записи в исполнении Гарри Белафонте, использованные в фильме: «Day-O (The Banana Boat Song)» и «Jump in the Line (Shake, Senora)». Две другие винтажные записи Белафонте, которые появляются в фильме, отсутствуют в саундтреке: «Man Smart, Woman Smarter» и «Sweetheart from Venezuela». Саундтрек вошёл в чарт альбомов Billboard 200 на неделе, закончившейся 25 июня 1988 года, заняв 145-е место, достигнув максимума через две недели, заняв 118-е место и проведя в общей сложности шесть недель в чарте. Это произошло после того, как фильм уже вылетел из топ-10 и до выхода видео в октябре. «Day-O» много раз показывалась в поддержку саундтрека.
Полная музыка (включая композиции Белафонте) была выпущена как на DVD, так и на Blu-ray в виде отдельной музыкальной дорожки в меню настроек звука; эта версия звуковой дорожки полностью состоит из «чистых» музыкальных сигналов, не прерываемых диалогами или звуковыми эффектами.

## Отзывы и оценки
| Оценки критиков | Оценки критиков |
| Источник        | Оценка          |
| --------------- | --------------- |
| AllMovie        | [ 31 ]          |
| Smash Hits      | 6/10            |

«Битлджус» был встречен в основном положительно. На основе 62 обзоров, собранных Rotten Tomatoes, фильм получил общий рейтинг одобрения 85 % со средневзвешенным значением 7,2 из 10. Критический консенсус сайта гласит: «Блестяще причудливый и переполненный идеями … это жуткое, забавное развлечение для всей семьи».
Дессон Хоу из Washington Post считает, что у фильма «идеальный баланс причудливости, комедии и ужаса». Роджер Эберт дал фильму 2 звезды из 4, написав, что он «был бы более заинтересован, если бы сценарий сохранил сладкий романтизм и сократил фарс». Что касается персонажа Китона, Эберт назвал его «неузнаваемым за фунтами грима» и заявил, что «его сцены, кажется, не сочетаются с другим действием».

## Награды и номинации
- 1989 — премия «Оскар» в категории «лучший грим» (Ве Нилл, Стив ЛяПорт, Роберт Шорт)
- 1990 — премия «Сатурн» в категории «лучший фильм ужасов»
- 1990 — премия «Сатурн» в категории «лучший грим» (Ве Нилл, Стив ЛяПорт, Роберт Шорт)
- 1990 — премия «Сатурн» в категории «лучшая актриса второго плана» (Сильвия Сидни)

По воспоминаниям Тима Бёртона, основная часть критики фильма касалась «бесцветной» актёрской игры Дэвис и Болдуина. Но, благодаря этому непреднамеренно возникшему контрасту, по мнению Бёртона, роль Битлджуса стала только ярче:
 Я никогда не считал Мейтлендов стопроцентно положительными персонажами, у них были свои проблемы. Их сущность, по-моему, заключается в том, что им нравится быть скучными… Если бы Мейтленды не были такими добропорядочными, Битлджус и прочие мертвецы не произвели бы столь сильного впечатления и фильм не получился бы таким, как он есть.

## Сиквел
В 2023 году компания Warner Bros. официально подтвердила, что работает над продолжением картины. Майкл Китон, Вайнона Райдер и Кэтрин О’Хара вновь сыграли своих персонажей. Съёмки завершились 30 ноября 2023 года. Фильм вышел в американский кинопрокат 6 сентября 2024 года.

## Мюзикл
Адаптация фильма в формате мюзикла выходила на Бродвее в 2019—2020, 2022-23 и 2025—2026 гu., сценическая постановка была номинирована на восемь премий «Тони». C 2022 г. мюзикл посетил 88 городов, отдельные постановки прошли в Токио, Сеуле, Мельбурне и Сиднее.

## Комментарии
1. ↑  Также встречается вариант «Битлджюс».